# Antonina Grégoire
Antonina Grégoire (née le 23 janvier 1914 à Bruxelles et morte le 21 juillet 1952  à Ixelles) est une ingénieure commerciale, féministe et communiste belge. Elle est engagée dans la résistance pendant la Seconde Guerre mondiale dans l'Armée belge des partisans, puis s'engage en politique avant d'être exclue du parti communiste pour cause « d'origines bourgeoises ».

## Biographie
Antoinette Grégoire (dite Antonina) est née le 23 janvier 1914 dans une famille aisée de Bruxelles.
Elle est une des premières femmes à suivre les études d'ingénieur commercial à l'Université libre de Bruxelles (ULB) où, en plus de ses études, elle s'implique dans la vie associative. Elle est notamment présidente de l'Assemblée générale des étudiantes en 1935 et vice-présidente du Cercle du Libre-Examen. À ce titre, elle amène l'Assemblée générale des étudiantes à se positionner contre les mesures limitant le travail des femmes mariées. Elle est aussi membre des Étudiants marxistes,,.
C'est aussi à l'ULB qu'elle rencontre et lie une amitié durable avec Andrée Grandjean.
Au moment de la Guerre civile espagnole, elle prend position en faveur des républicains et adhère au Comité mondial des femmes. Elle devient membre du Parti communiste belge et épouse l'avocat communiste Jean Bastien (1901-1944) à son retour d'Espagne en 1937,.
Elle est active dans le Secours rouge international pour lequel elle effectue plusieurs missions.  Elle visite ainsi en 1938, des prisonniers politiques incarcérés à la prison de Moabit à Berlin, dont Liselotte Hermann, militante anti-nazie allemande condamnée à mort, avec son amie Andrée Grandjean. Elles tentent en vain de rencontrer Heinrich Himmler,.
En 1935, Antonina Grégoire obtient son diplôme d'ingénieure commerciale et entre à la Commission bancaire en 1938.

### La résistance
Lorsque Jean Bastien est arrêté fin 1940, Antonina Grégoire entre dans l'illégalité. Après la libération de Jean Bastien, le couple de clandestins se rencontre dans la maison de campagne d'Andrée Grandjean.
Sous le nom de Béatrice, elle est adjointe nationale d'octobre 1942 à octobre 1943, puis responsable jusqu'en 1944, du service renseignements au sein de l'Armée belge des partisans. Ce service est chargé de rassembler les renseignements en vue d'actions à effectuer par les Partisans, avec des objectifs militaires, économiques ou de liquidations physiques,.
En 1943, Jean Bastien est à nouveau arrêté. Il meurt en déportation à Sachsenhausen en novembre 1944.

### L'après-guerre
À la libération Antonina Grégoire s'engage en politique au sein du Parti communiste. Elle est élue au Conseil provincial du Brabant et devient responsable nationale des commissions techniques du parti.
Cependant en 1951, elle est écartée du Parti communiste en raison de ses origines bourgeoises.
Antonina Grégoire meurt d'un cancer à Ixelles le 21 juillet 1952.